# Philip Meckseper
Philip Meckseper ist ein deutscher Liedtexter, Komponist und Musikproduzent, der auch häufig unter dem Pseudonym Jr. Blender wirkt. Bekanntheit erlangte er als Autor und Produzent von Major Lazer, P!nk, LSD oder auch Dua Lipa. Die kommerziell erfolgreichste Mitwirkung feierte er mit der Single Lean On (Major Lazer & DJ Snake feat. MØ) aus dem Jahr 2015, die sich laut Schallplattenauszeichnungen weltweit über neun Millionen Mal verkaufte.

## Leben
Meckseper lebt und arbeitet in Hamburg.

## Musikalische Karriere

### Als Interpret
Mecksepers erste Tonträger erschienen im Jahr 2005. Zusammen mit Istari Lasterfahrer veröffentlichte er die Single Digital for Now … Analog for Ever!. Im selben Jahr erschien mit Remix Conference 1 ein Remixalbum in Kooperation mit SoulForce, das als Promo-Tonträger erschien. In den nächsten Jahren erschienen weitere vereinzelte Singleauskopplungen sowie weitere Remixalben, die den kommerziellen Erfolg jedoch verfehlten. Darüber wirkte er auch unter den Projektnamen Blender, Blenders Finest, So Shifty (mit Till Schumann), Supersonic Sound und Tiger Eye, die jedoch allesamt den kommerziellen Erfolg auch nicht schafften.

### Als Autor und Produzent
Mecksepers trat erstmals 2004 als Produzent in Erscheinung. Er produzierte hierbei die Promo-Single Fire / Blueprint für den jamaikanischen Reggaesänger Capleton. In den nächsten Jahren konzentrierte er sich weiter auf Autorenbeteiligungen und Produktionen im Dancehall- und Reggaebereich. Hierbei arbeitete er unter anderem mit Million Stylez, Vybz Kartel, Bounty Killer, Richie Spice, Phenomden oder auch Mono & Nikitaman. Der kommerzielle Durchbruch als Autor und Produzent blieb zunächst aus, bis er 2015 begann, regelmäßig mit dem US-amerikanischen Trio Major Lazer zusammenzuarbeiten. Nachdem er bereits 2012 den Major-Lazer-Remix zu Locked Out of Heaven von Bruno Mars produziert hatte, schrieb er gemeinsam mit weiteren Koautoren die Single Lean On. Die Single wurde zum ersten Charthit für Mecksepers und gleichzeitig zur kommerziell erfolgreichsten Veröffentlichung in seiner Karriere. Die Single erreichte unter anderem die Chartspitze in Dänemark, Finnland und der Schweiz sowie Top-10-Platzierungen in Deutschland, Österreich, dem Vereinigten Königreich oder auch den Vereinigten Staaten. Schallplattenauszeichnungen zufolge verkaufte sich die Single über neun Millionen Mal, davon alleine vier Millionen Mal in den Vereinigten Staaten. In den Folgejahren folgten mit Light It Up, Boom, Cold Water, Run Up, Let Me Live und Trigger weitere Charthits mit Major Lazer. Darüber hinaus schrieb Mecksepers weitere Charthits für Dimitri Vegas & Like Mike, Stargate, P!nk, LSD, Dua Lipa, Lena, Seeed oder auch Diplo. Gemäß Schallplattenauszeichnungen verkauften sich seine Autorenbeteiligungen und Produktionen über 28 Millionen Mal.